# Peter Tabuns
Peter Charles Tabuns, né le 3 octobre 1951 à London, est un homme politique provincial canadien de l'Ontario. Il est député provincial néo-démocrate de la circonscription ontarienne de Toronto—Danforth depuis une élection partielle en 2006. Il est chef intérimaire néo-démocrate à la suite du départ d'Andrea Horwath après l'élection de 2022,.

## Biographie
Né à London en Ontario, Tabuns fréquente l'Université York et étudie en science politique. Actif au sein du conseil étudiant, il s'implique également comme président du Citizens for a Safe Environment, un groupe environnementaliste du quartier torontois de Riverdale (en) dans le but de faire de la pression auprès de la ville afin de mettre fin aux activités d'incinération des installations de Commissioners Street de Port Lands. Il devient ensuite directeur de la coopérative d'habitation de Oak Street et vice-président de la Co-operative Housing Federation de Toronto.

## Politique municipale
Tabuns siège comme conseiller municipal du quartier électoral nº 8 - Riverdale de 1990 à 1997. Durant son mandat, il œuvre à bannir la fumée de cigarette des foires alimentaires des centres d'achats en 1995 et dans les bars et restaurants l'année suivante,.
La suppression de la Communauté urbaine de Toronto en 1997 réduit le nombre de conseillers, forçant Tabuns à rivaliser avec ses collèges néo-démocrates Pam McConnell du quartier électoral voisin (#8) et Jack Layton qui siégeait sur un poste représentant le même territoire au conseil de la communauté urbaine. De plus, un candidat fantôme nommé Larry Tabin entre dans la course et apparut comme un candidat enregistré par des propriétaires de bars et restaurants insatisfaits des initiatives anti-tabac de Tabuns. La présence de Tabin entraîne une certaine confusion chez les électeurs et Tabuns termine troisième et perd l'élection,.

## Greenpeace
De 1999 à 2004, Tabuns est directeur exécutif de Greenpeace Canada. Durant son mandat, Tabuns milite pour l'adoption du protocole de Kyoto et agit comme conseiller spécial du chef néo-démocrate fédéral Jack Layton en matière de changements climatiques.

## Politique provinciale
Après une tentative infructueuse de devenir député fédéral néo-démocrate de Beaches—East York en 2004, il est défait par la libérale Maria Minna.
Élu sur la scène provinciale lors d'une élection partielle en 2006, il est réélu en 2007, 2011, 2014, 2018, 2022 et en 2025.
À la suite du départ de Howard Hampton de la chefferie néo-démocrate en juin 2008, Tabuns est pressenti pour la course et se lance en campagne en octobre 2008. Tabuns termine deuxième derrière Andrea Horwath,.